# Gomphales
Gomphales là một bộ nấm trong lớp Agaricomycetes thuộc ngành Nấm đảm. Theo một thống kê năm 2008, bộ nấm Gomphales có 18 chi, tương ứng với 336 loài.